# Goniothalamus cauliflorus
Goniothalamus cauliflorus este o specie de plante din genul Goniothalamus, familia Annonaceae, descrisă de Karl Moritz Schumann. Conform Catalogue of Life specia Goniothalamus cauliflorus nu are subspecii cunoscute.